# Lathams frankolijn
Lathams frankolijn (Peliperdix lathami; synoniem: Francolinus lathami) is een vogel uit de familie fazantachtigen (Phasianidae). De wetenschappelijke naam van de soort is voor het eerst geldig gepubliceerd in 1854 door Hartlaub.

## Voorkomen
De soort komt voor in het westen en midden van Afrika en telt twee ondersoorten:
- P. l. lathami: van Sierra Leone tot noordwestelijk Congo-Kinshasa en Angola.
- P. l. schubotzi: van westelijk Congo-Kinshasa tot zuidwestelijk Soedan, westelijk Oeganda en noordwestelijk Tanzania.

## Beschermingsstatus
Op de Rode Lijst van de IUCN heeft de soort de status niet bedreigd.